# Xã Woodland, Michigan
Xã Woodland (tiếng Anh: Woodland Township) là một xã thuộc quận Barry, tiểu bang Michigan, Hoa Kỳ. Năm 2010, dân số của xã này là 2.047 người.